# دانشگاه آزاد بروکسل

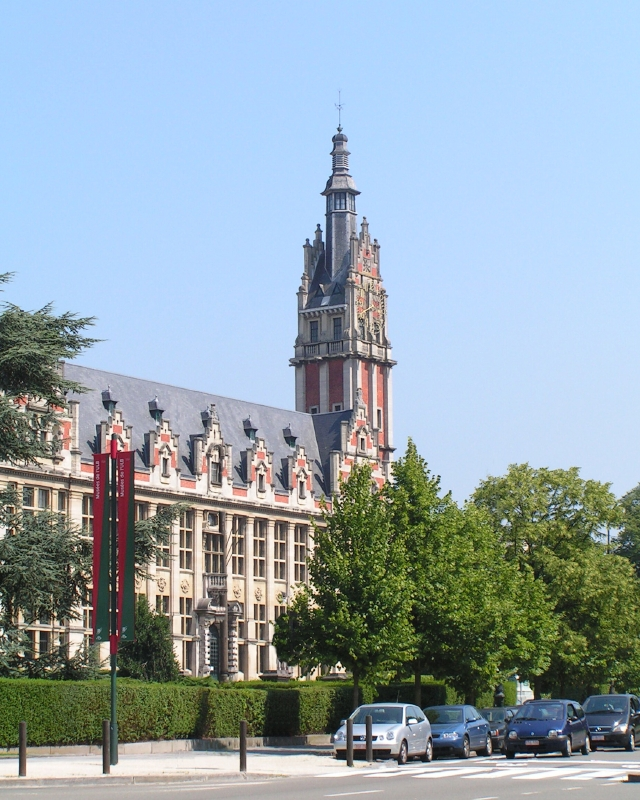
ساختمان اصلی دانشگاه

دانشگاه آزاد بروکسل (به فرانسوی: Université libre de Bruxelles) یک دانشگاه تحقیقاتی خصوصی در بروکسل پایتخت بلژیک است که در سال ۱۹۷۰ میلادی بنیان‌نهاده شده‌است. این دانشگاه وارث دانشگاهی تاریخی است که میان سال‌های ۱۸۳۴ تا ۱۹۶۹ با همین نام فعالیت می‌کرد.
امیرعباس هویدا، ماهینور ازدمیر، سید جلال دهقانی فیروزآبادی ، محمد ایلخانی و سعید بشیرتاش از جمله دانش آموختگان این دانشگاه هستند.